# عصابة بابا وماما (مسلسل)
عصابة بابا وماما مسلسل مصري كوميدي عرض في رمضان 2009، وهو بطولة النجم هاني رمزي بعد نجاحه في مسلسل مبروك جالك قلق والنجمة نيكول سابا التي شاركت في مسلسل عدى النهار.

## القصة
تدور أحداث المسلسل حول شاب يعاني من البطالة ويتمنى الزواج وإقامة فرح له ولحبيبته، لكنه يعجز عن ذلك فيتزوجا في مكان عملهما وتتفاقم مشاكلهما عند إنجاب الأطفال فيقررا تكوين عصابة للسرقة.

## أغنية للمسلسل
تم إنتاج أغنية كوميدية منفصلة للمسلسل باسم (يا إسكندرية) غناء هاني رمزي ونيكول سابا وتم تصويرها في الإسكندرية.

## الممثلون
- هاني رمزي
- حسين فهمي
- نيكول سابا
- نجلاء فتحي
- خيرية أحمد: والدة حسين
- ميمي جمال: والدة نجلاء
- حجاج عبد العظيم: مدير المركز الذي يعمل فيه حسين ونجلاء
- يوسف داود: والد نجلاء
- ضياء عبد الخالق
- خالد محمود: توبة الذي عمل في القهوة
- سهير الباروني: أم حمدي سيدة كبيرة مهتمة بمعرفة تفاصيل الحارة
- نيرمين زعزع: أخت حسين

## روابط إضافية
- صفحة المسلسل في قاعدة بيانات الأفلام العربية